# Roman Świetlik
Roman Franciszek Świetlik (ur. 1953) – polski fizyk, profesor nauk fizycznych. Specjalizuje się w fizyce ciała stałego oraz spektroskopii molekularnej. Profesor i wicedyrektor w poznańskim Instytucie Fizyki Molekularnej PAN (kierownik Zakładu Kryształów Molekularnych).

## Życiorys
Studia z fizyki ukończył na poznańskim Uniwersytecie im. Adama Mickiewicza w 1978, a następnie został zatrudniony w Instytucie Fizyki Molekularnej PAN i tam zdobywał kolejne awanse akademickie. Stopień doktorski uzyskał w 1983 na podstawie pracy pt. Wpływ uporządkowania molekuł na widmo odbiciowe w podczerwieni monokryształów wybranych soli TCNQ (promotorem był prof. Andrzej Graja). Habilitował się w 1992 na podstawie oceny dorobku naukowego i rozprawy o tytule Oddziaływanie fal elektromagnetycznych z przewodnikami i półprzewodnikami organicznymi. Tytuł naukowy profesora nauk fizycznych został mu nadany w 2003 roku. Członek Komitetu Fizyki PAN (2007-2010) oraz Polskiego Towarzystwa Fizycznego (w latach 2005-2010 przewodniczący oddziału poznańskiego). W ramach Instytutu Fizyki Molekularnej PAN od 1998 pełni funkcję zastępcy dyrektora ds. naukowych.
Swoje prace publikował m.in. w takich czasopismach jak: „Journal of Photochemistry and Photobiology A: Chemistry", „European Journal of Inorganic Chemistry” oraz „Journal of Low Temperature Physics".
Jest wnukiem Franciszka Rosta.